# Kimberly Goosen
Pour les articles homonymes, voir Goosen et Morton.
Kimberly Jeanine Goosen, souvent appelée Kim Goosen, Kim Morton après son mariage, est une athlète américaine née en août 1972. Spécialiste de l'ultra-trail, elle a notamment remporté la Massanutten Mountain Trails 100 Mile Run, l'Old Dominion 100 Mile Endurance Run et la Vermont 100 Mile Endurance Run en 1995.

## Résultats
| no  | féminin       | Course                          | Longueur | Départ          | Temps            |
| --- | ------------- | ------------------------------- | -------- | --------------- | ---------------- |
| 14e | Médaille d'or | Massanutten Mountain Trails 100 | 100 mi   | 13 mai 1995     | 29 h 50 min 50 s |
| 10e | Médaille d'or | Old Dominion 100                | 100 mi   | 3 juin 1995     | 22 h 00 min 08 s |
| 9e  | Médaille d'or | Vermont 100                     | 100 mi   | 22 juillet 1995 | 17 h 41 min 02 s |